# Калишујански ритуали
Калишујански ритуали се практикују у Ирану у част Султана Алија, свете личности међу становницима Кашана и Фина. Према легенди, Султан Али био је мученик чије је тело пронађено и до потока пренето у тепиху, где је опрано и покопано од стране становника Фина и Ксаве. Данас, маузолеј Султана Алија је место обреда током којег се у присуству великог броја људи тепих пере у светом потоку. Обред се одржава на најближи петак седамнаестог дана месеца мехра, према сунчевом-пољопривредном календару. У јутарњим сатима, људи Ксаве окупљају се у светилишту где ружином водицом прскају тепих. Када заврше ритуал умотавања тепиха, достављају га становницима Фина који чекају напољу. Они испирају тепих у текућој води потока, и исеченим и декорисаним дрвеним штапићима га попрскају ружином водицом. Тепих се тада враћа у светилиште. Становници Кашана прилажу молитвени тепих - а људи из Нашалга обављају свој ритуал следећег петка. Ове заједнице преносе поступке усменим путем, али и додавањем нових и свечаних елемената поново стварају традицију.
Овај ритуал је уврштен на Унеско листу нематеријалног културног наслеђа 2012. године.

## Галерија
- Маузолеј Султана Алија у селу Машхаде Ардехал, у покрајини Исфахан (Султан Али је био син петог шиитског имама, Мухамеда Бакира)
- Калишујански ритуал у Фину